# Resomia convoluta
Resomia convoluta är en nässeldjursart som först beskrevs av Moser 1925.  Resomia convoluta ingår i släktet Resomia och familjen Agalmatidae.
Artens utbredningsområde är Södra Ishavet. Inga underarter finns listade i Catalogue of Life.